# Slovar kibernetske varnosti
| SLOVENSKO                                     | ANGLEŠKO                       | RAZLAGA |
| Kibernetska grožnja                           | cyber threat                   | možnost, da se uresniči varnostni incident in povzroči škoda informacijskemu sistemu, z internetom povezanimi napravami, vključno s strojno opremo, programsko opremo in infrastrukturo, podatki, shranjenimi na le-tej, in storitvami, ki jih omogočajo                                                                                               |
| Kibernetski incident                          | cyber incident                 | grožnja in/ali uresničena grožnja, ki prekine delovanje računalnika, z internetom povezanimi napravami, internetno povezavo ali vdor v podatkovno bazo, zajem podatkov, ki so v obdelavi, med transferjem ali le shranjeni na ogroženi infrastrukturi. Zahteva usklajen odziv za blaženje posledic.                                                    |
| Kibernetski napad                             | cyber attack                   | zlonamerno dejanje, ki škodljivo vpliva na delovanje informacijskega sistema, digitalno odvisnih podjetij in omrežij |
| Kibernetska odpornost / obrambne zmogljivosti | cyber resilience               | zmožnost neprekinjenega delovanja sistema IKT in organizacij v primeru kibernetskega incidenta, in, v primeru posledic, zmogljivost vzpostavitve prvotnega stanja |
| Kibernetska varnost                           | cyber security                 | stopnja varnosti z internetom povezanega informacijskega sistema, strojne opreme, programske opreme in pripadajoče infrastrukture, podatkov, shranjenih na le-tej in storitev pred nepooblaščenim dostopom, škodo ali zlorabo. Vključno s škodo, ki je bila povzročena namerno, ali nenamerno, zaradi neupoštevanja varnostnih predpisov in postopkov. |
| Ocena kibernetskega tveganja                  | cyber security risk assessment | ocenitev verjetnosti varnostnega incidenta in ovrednotenje škode, ki lahko nastane. Identifikacija šibkih točk, ki ogrožajo organizacijo, predlogi, kako povečati obrambne zmogljivosti, in ustrezne investicije. Gl. tudi orodje cyberWISER Light |

## Vrste napadov in ranljivosti
| SLOVENSKO                                                  | ANGLEŠKO                           | RAZLAGA |
| Doxing, potvarjanje                                        | doxing                             | sledenje in kraja osebnih podatkov posameznika (PII) na internetu in njihova (nepooblaščena) objava, gl. tudi kraja identitete |
| Izsiljevalsko programje                                    | ransomware                         | zlonamerna programska oprema, ki onemogoči uporabo sistema, storitve in za ponovno vzpostavitev uporabe zahteva plačilo |
| Ohromitev storitve DDoS / napad tipa DDoS                  | Distributed Denial of Service DDoS | večje št. poslanih zahtevkov, ki presežejo zmogljivosti strežniške obdelave, kar lahko omogoči dostop nepooblaščenim uporabnikom, gl. tudi napad za zavrnitev storitve (DoS) |
| Preverjanje ranljivosti                                    | vulnerability testing              | testiranje programske opreme za identifikacijo ranljivosti sistema, in prednostno opredelitev okrepitev obrambnih ukrepov. Priporočljivo je teste ranljivosti izvajati redno, saj je stopnja ogroženosti in izpostavljenosti visoka tudi več kot leto po prvi objavi ranljivosti.                         |
| Ranljivost                                                 | vulnerability                      | občutljivost digitalnih naprav za zlorabe, šibke točke/hrošči varnostnega sistema, ki jih lahko hekerji izkoristijo in ogrozijo delovanje sistema |
| Ribarjenje                                                 | phishing                           | zavajanje prejemnikov e-pošte, da s klikom na zlonamerne povezave ali priloge v e-sporočilu, kar aktivira zlonamerno programsko opremo, ali da deli občutjive podatke z neznano tretjo osebo. Pošiljateljev elektronski naslov je videti, kot da izvira iz zanesljivega vira. Gl. tudi spletno ribarjenje |
| Socialni inženiring                                        | social engineering                 | nagovarjanje uporabnikov, da razkrijejo tajne informacije, ki nepooblaščeni osebi omogočajo dostop do informacijskega sistema, tudi z manipulacijo. Navadno socialni inženiring vključuje obisk zlonamerne spletne strani ali odpiranje neželenih datotek v prilogi. Gl. tudi socialni inženiring         |
| Splošna zlonamerna programska oprema                       | commodity malware                  | zlonamerna programska oprema, ki je na voljo proti plačilu ali brezplačno prenosljiv program, ki ni prilagojen za uporabnika in ga lahko uporablja kdorkoli |
| Vdor v podatkovne baze / Kršitev varnosti osebnih podatkov | data breach                        | nepooblaščen prenos podatkov ali razkritje informacij nepooblaščenim osebam |
| Zalezovanje v kibernetskem prostoru                        | cyberstalking                      | prikrito zalezovanje z uporabo elektronskih storitev, npr. družbenih medijev |
| Zlonamerno predstavljanje s tujo identiteto v SMS          | SMS spoofing                       | nepooblaščeno zlonamerno predstavljanje s tujo identiteto, tehnika, ki zakrije pošiljatelja (ID) sporočila SMS z alfanumeričnim besedilom. Uporaba je lahko zakonita, ko pošiljatelj nadomesti svojo tel. številko s svojim imenom, imenom podjetja, ali nezakonita, v primeru izdajanja za drugo osebo.  |

## Zlonamerna programska oprema
| SLOVENSKO                                | ANGLEŠKO                    | RAZLAGA |
| Zlonamerna programska oprema / programje | malware, malicious software | programska oprema ali koda, katere namen je škodljivo vplivati na delovanje informacijskega sistema, npr. virusi, črvi, trojanski konji, vohunsko programje |
| Črv                                      | worm                        | zlonamerni program, ki se razširja v računalniških omrežjih in se pri tem samodejno razmnožuje. Za razmnoževanje izkorišča pomanjkljivosti v varnostnih nastavitvah računalniškega omrežja. Za razliko od virusa za širjenje ne potrebuje obstoječih programov, na katerega bi se vezal. Gl. tudi črv |
| Virusi                                   | viruse                      | zlonamerni program s sposobnostjo samorazmnoževanja in širjenja na druge datoteke, gl. tudi računalniški virus |
| Strašilna programska oprema              | scareware                   | zlonamerna pogramska oprema, ki poskuša svoje žrtve preko pojavnih oken v brskalniku prepričati v prenos ali nakup neuporabne, lažne ali celo škodljive programske opreme. Gl. tudi strašilna programska oprema                                                                                       |
| Vohunska programska oprema               | spyware                     | programje, ki omogoča nepooblaščeno in pritajeno spremljanje stanja informacijskega sistema kakor tudi aktivnosti pooblaščenih uporabnikov in poročanje o tem nepooblaščenim osebam |
| Trojanski konj, Trojanec                 | Trojan horse, Trojan        | zlonamerni program z navidezno koristno funkcijo, gl. tudi Trojanski konj |